# Муліно (Нижньогородська область)
Муліно (рос. Мулино) — селище в Володарському районі Нижньогородської області Російської Федерації.
Населення становить 13 008 осіб. Адміністративний центр Мулінської сільради.
В селищі розташоване велике військове містечко.

## Історія
Від 2009 року входить до складу муніципального утворення Мулинська сільрада.
В кінці 2010 р. за ініціативою міністра оборони РФ Анатолія Сердюкова та при підтримці екс-начальника Генштабу Миколи Макарова в Муліно з Воронежу було переведено штаб 20-ї Армії. А вже у 2015 році у зв'язку з інтервенцією РФ в Крим та бойовими діями на Донбасі було озвучено намір повернути штаб Армії до Воронежу.

## Мулінський гарнізон
Для розміщення військовослужбовців і членів їх сімей поряд з селищем передбачається побудова базового військового містечка на 25 тисяч чоловік.
У селищі розміщені:
- 6-та Ченстоховська Червоного прапора ордена Михайла Кутузова II ступеня окрема танкова бригада (в/ч 54096)
- 681-й регіональний навчальний центр бойового застосування ракетних військ та артилерії (в/ч 06709)
- 288-ма артилерійська Варшавська Бранденбурзька Червоного прапора орденів Кутузова, Богдана Хмельницького і Червоної Зірки бригада (в/ч 30683)
- 9-та бригада управління (в/ч 31895)
- 28-й окремий дисциплінарний батальйон (в/ч 12801) (створений 28 червня 1986 р.) — найбільший російський дисбат.

## Населення
| 1999   | 2002    | 2010    |
| ------ | ------- | ------- |
| 10 900 | ↗11 711 | ↗13 008 |